# Varosia
Varosia, Varosha, im deutschen Sprachraum vereinzelt auch Varoscha, griechisch Βαρώσια (türkisch Maraş, auch Kapalı Maraş), ist eine Geisterstadt am Stadtrand von Famagusta im Osten der Insel Zypern. De jure gehört das Gebiet zur Republik Zypern, und liegt in deren Bezirk Famagusta. Nach der türkischen Invasion liegt es in der Türkischen Republik Nordzypern als militärisches Sperrgebiet bei Famagusta bzw. Gazimağusa im gleichnamigen Distrikt.

## Geschichte

### Gründung und Aufstieg zum Touristikzentrum
Nach der osmanischen Eroberung Zyperns 1571 wurden die Christen aus der Stadt Famagusta vertrieben und mussten vor den Mauern der Stadt neue Häuser bauen, es entstand der Vorort Varosia. Nach der Unabhängigkeit der britischen Kolonie Zypern und der Proklamation der Republik entwickelte sich Varosia zu einem möndänen Ort des Massentourismus der 1960er und 1970er Jahre. Große Hotelanlagen wurden an den Strand des Ortes gebaut, wobei die Grundstückslänge am Strand oft nicht mehr als 25 bis 35 Meter betrug und zumeist die Schmalseite darstellte. Im Jahre 1973 (dem letzten Jahr vor der türkischen Invasion) erwirtschaftete Varosia 53,7 % der Gesamteinnahmen des Tourismusgewerbes auf der Insel. Die Gesamtanlage bestand aus 45 Hotels mit 10.000 Betten, 60 Appartement-Hotels, 99 „recreation-centers“, 21 Banken, 24 Theatern und Kinos, rund 3000 kleineren und größeren Läden. Weitere 380 Gebäude befanden sich 1974 noch in der Bauphase. Die Einwohnerzahl lag bei 31.960.

### Türkische Invasion 1974, Geisterstadt
Das türkische Militär besetzte am 14. August 1974 die Stadt und erklärte die Anlage zum Sperrgebiet. 1978 kam es zwar zu einer Absichtserklärung unter Vermittlung des UN-Sekretärs Kurt Waldheim, doch blieb diese ohne Konsequenzen. Als die Türkische Republik Nordzypern 1983 gegründet wurde, drohte deren Regierung mit der Besiedlung Varosias, woraufhin der UN-Sicherheitsrat diese Drohung 1984 verurteilte und vorschlug, die Geisterstadt der UN zu unterstellen. Dies lehnte die Regierung Nordzyperns ab. In den 1990er Jahren bot die türkische Seite an, Varosia gegen die Aufhebung wirtschaftlicher Sanktionen an die ursprünglichen Bewohner zurückzugeben. Auch die Tatsache, dass Mustafa Akıncı im Jahr 2005 die Rückgabe Varosias an die ursprünglichen Einwohner zum Thema seines Wahlkampfes machte, führte zu keinerlei Annäherung, auch sein Ausgleichsversuch im Jahr 2015 blieb durch die Wahlen im Jahr 2016 ohne Ergebnis.
Der Grund, warum Varosha verlassen ist, liegt an der am 11. Mai 1984 verabschiedeten Resolution 550 des Sicherheitsrates der Vereinten Nationen, mit der Feststellung, dass „Siedlungsabsichten in irgendeinem Teil von Varosha durch andere als seine Einwohner unzulässig“ sind. Daher können die Türkischen Streitkräfte das Gebiet unter ihrer Kontrolle nicht neu bevölkern, was zu einer Entvölkerung des Varosha-Distrikts geführt hat. Der Annan-Plan zur Wiedervereinigung der Insel sah die Rückkehr der ursprünglichen Einwohner nach Varosha vor. Dieser Plan wurde jedoch von den griechischen Zyprioten in einem Referendum von 2004 abgelehnt.
Der Mangel an Bevölkerung und damit an Instandhaltungen führt dazu, dass die Gebäude nach und nach verfallen. Die Natur gewinnt an Boden, Metall korrodiert, Fenster gehen zu Bruch und Pflanzen breiten ihre Wurzeln an Wänden und Pflaster aus.
Die Türkische Armee hat seit 2017 nur türkischem Militär und UN-Personal die Einreise erlaubt.
Der Europäische Gerichtshof für Menschenrechte sprach acht griechischen Zyprioten zwischen 100.000 und 8.000.000 Euro zu, weil sie infolge der Invasion von 1974 von dem Geschäftsmann Constantinos Lordos und anderen ihrer Häuser und ihres Eigentums beraubt wurden; das Haupturteil im Fall Lordos stammt aus dem November 2010. Das Gericht entschied, dass die Türkei im Fall von acht der Beschwerdeführer Artikel 1 des Protokolls 1 der Europäischen Menschenrechtskonvention verletzt hatte zum Recht auf friedliche Nutzung des eigenen Eigentums und im Fall von sieben Beschwerdeführern habe die Türkei gegen Artikel 8 über das Recht auf Achtung des Privat- und Familienlebens verstoßen.
Während der Zypern-Raketenkrise (1997–1998) drohte der Türkisch-Zyprioten-Führer, Rauf Denktash, Varosha zu übernehmen, falls die zypriotische Regierung nicht nachgeben würde.

## Wiedereröffnung für die Zivilbevölkerung
Die Bevölkerung von Varosha betrug 226 bei der Volkszählung in Nordzypern 2011.
Im Jahr 2017 wurde der Strand von Varosha für die ausschließliche Nutzung durch Türken (sowohl türkische Zyprioten als auch türkische Staatsangehörige) geöffnet.
Häufig wurde die Hotelstadt als Pfand und potentielles Tauschobjekt gehandelt. Deren Rolle als touristisches Zentrum haben allerdings inzwischen andere Orte auf der Insel übernommen. Die Gebäude verfallen seit der türkischen Invasion und die Natur erobert das Gebiet allmählich zurück. Der Strand zählt inzwischen zu den wichtigsten Nistplätzen für die bedrohte Grüne Meeresschildkröte.
Am 18. Juni 2019 verkündete das türkisch-zyprische De-facto-Regime, dass es die Touristenregion wieder eröffnen will. Daraufhin wurde mit einer Bestandsaufnahme in Kooperation mit der Türkei begonnen. Es wird geschätzt, dass die Wiedereröffnung der Region umgerechnet ca. 10 Milliarden Dollar kosten wird. Die türkische Regierung unterstützt dieses Vorgehen. Die Öffnung war für den 8. Oktober 2020 angesetzt.
Am 9. Oktober 2020 bekräftigte der Sicherheitsrat der Vereinten Nationen den Status von Varosha, wie er in früheren Resolutionen des Sicherheitsrates der Vereinten Nationen festgelegt wurde, einschließlich Resolution 550 (1984) und Resolution 789 (1992). Ebenso wurde wiederholt, dass in Bezug auf diesen Ort keine Maßnahmen ergriffen werden sollten, die diesen Resolutionen nicht entsprechen.
Am 8. Oktober 2020 wurden einige Teile von Varosha vom türkischen und türkisch-zypriotischen Offiziersclub bis zum Golden Sands Hotel eröffnet.
Am 27. November forderte das Europäische Parlament die Türkei auf, ihre Entscheidung zur Wiedereröffnung eines Teils von Varosha rückgängig zu machen und die Verhandlungen zur Lösung der Zypern-Frage auf der Grundlage einer bikommunalen und bizonalen Föderation wieder aufzunehmen, und forderte die Europäische Union auf, Sanktionen gegen die Türkei zu verhängen, wenn sich nichts ändert. Die Türkei lehnte die Resolution ab und fügte hinzu, dass sie weiterhin sowohl ihre eigenen Rechte als auch die der türkischen Zyprioten schützen werde. Auch die Präsidentschaft der Türkischen Republik Nordzypern verurteilte die Resolution.
Am 20. Juli 2021 gab Ersin Tatar, der Präsident von Nordzypern, den Beginn der zweiten Phase der Eröffnung von Varosha bekannt. Er ermutigte die griechischen Zyprioten, bei der Immobilienkommission der Türkischen Republik Nordzypern die Rückforderung ihres Eigentums zu beantragen, wenn sie über solche Rechte verfügen.
Die 1821 erbaute und 1974 stillgelegte Bilal-Ağa-Moschee wurde am 23. Juli 2021 wiedereröffnet.
Im Juli 2021 machte der türkische Präsident Recep Tayyip Erdoğan einen neuerlichen Vorstoß zur Öffnung und Besiedlung der verlassenen Stadt. Da dies jedoch im Widerspruch zu bestehenden UN-Resolutionen steht, verurteilte der UN-Sicherheitsrat in einer einstimmig vereinbarten Erklärung dieses Vorgehen Erdoğans. Ebenso gab die Generalsekretärin des Europarats Marija Pejčinović Burić eine kritische Erklärung ab.
Seit der Eröffnung am 6. Oktober 2020 bis zum 1. Januar 2022 haben fast 400.000 Menschen Varosha besucht.
Am 19. Mai 2022 öffnete Nordzypern einen 600 m langen × 400 m breiten Strandabschnitt am Strand von Golden Sands (vom King George Hotel bis zum Oceania-Gebäude) in Varosha für die kommerzielle Nutzung. Liegestühle und Sonnenschirme wurden aufgestellt.
UNFICYP sagte, es werde die Entscheidung der türkisch-zypriotischen Behörden, diesen Strandabschnitt in Varosha zu öffnen, mit dem Sicherheitsrat zur Sprache bringen, sagte der Sprecher der Friedenstruppen, Aleem Siddique, am Freitag. Die UNO kündigte an, dass sich ihre „Position zu Varosha nicht geändert hat und wir die Situation genau beobachten“.
Im Oktober 2022 kündigten die türkischen Zyprioten an, öffentliche Einrichtungen in der Stadt zu eröffnen.

## Kulturelle Referenzen
Varosha wurde von Alan Weisman in seinem Buch „Die Welt ohne uns“ als Beispiel für die unaufhaltsame Kraft der Natur analysiert.
Der griechisch-zypriotische Regisseur Michael Cacoyannis beschrieb die Stadt und interviewte ihre im Exil lebenden Bürger in dem Film Attilas '74, der 1975 produziert wurde.
Die belarussische Gruppe Main-de-Gloire widmete 2021 der zum Spukort gewordenen Stadt das Lied „Varosha“.

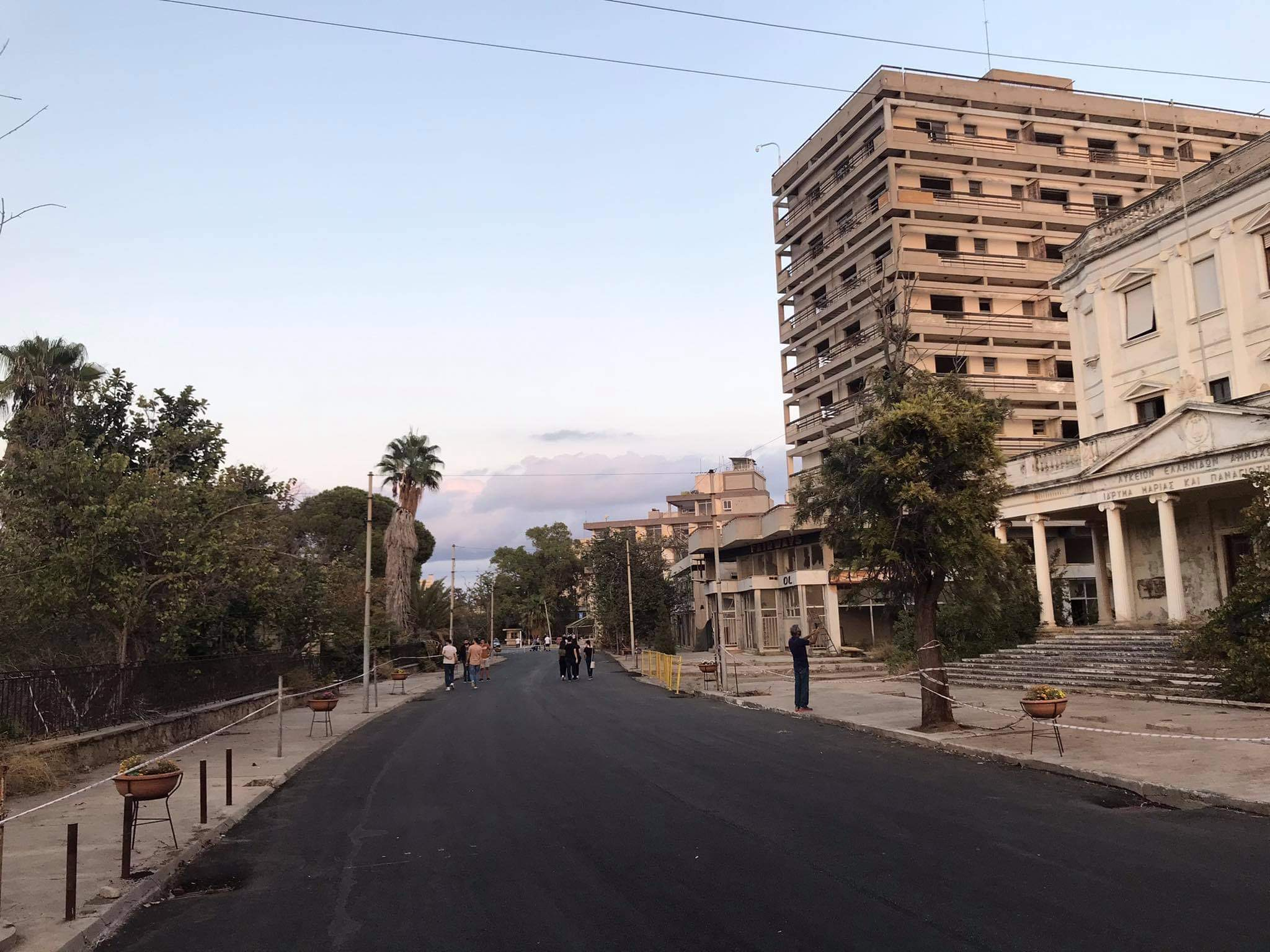
Eine neu asphaltierte Straße, die Democracy Street, und verlassene Gebäude nach der Wiedereröffnung im Jahr 2020 (das weiße Gebäude rechts ist die alte Kunstschule)
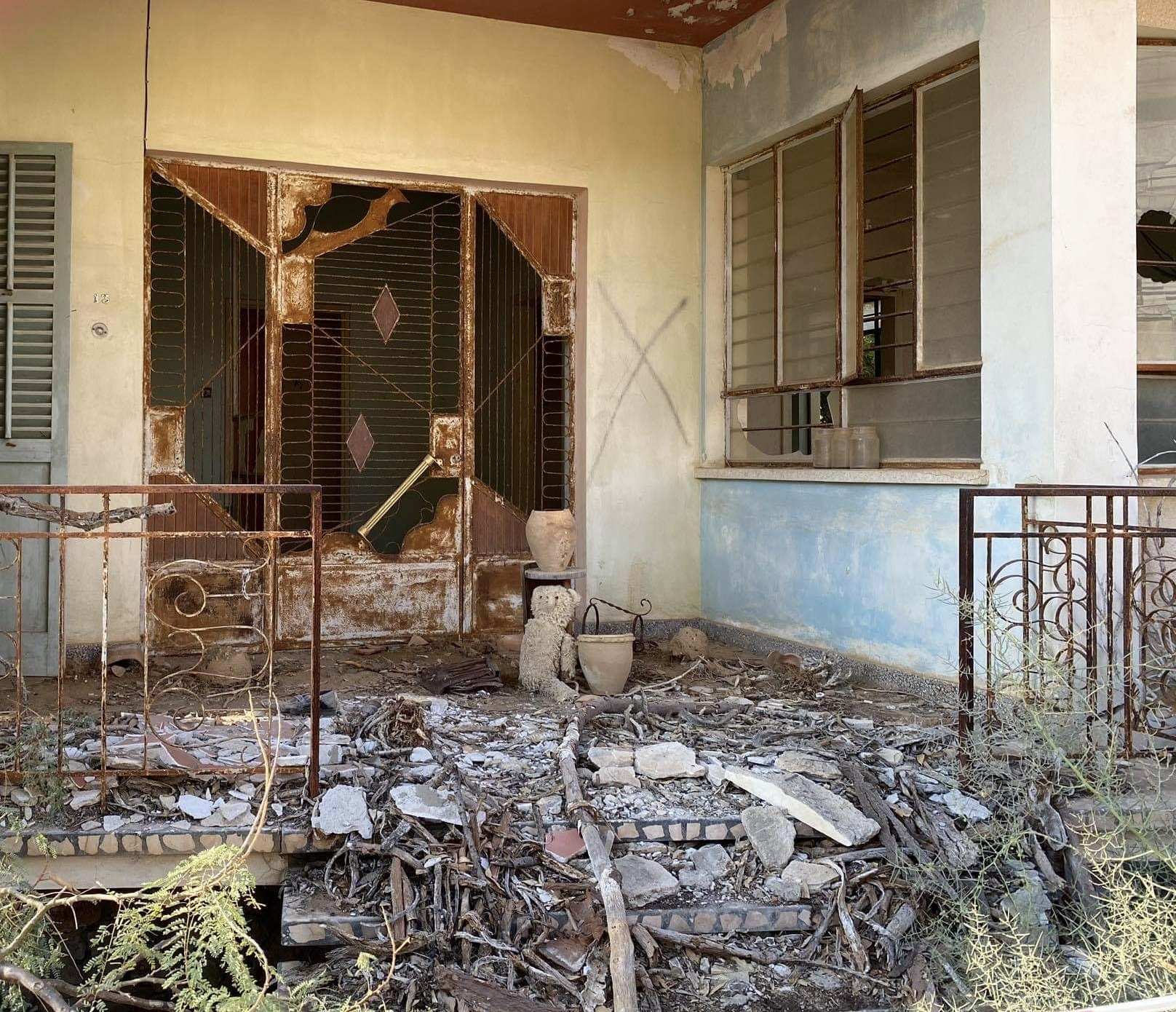
Ein verlassenes Haus in Varosha; Vor dem Haus steht ein ausgefranster Teddybär.
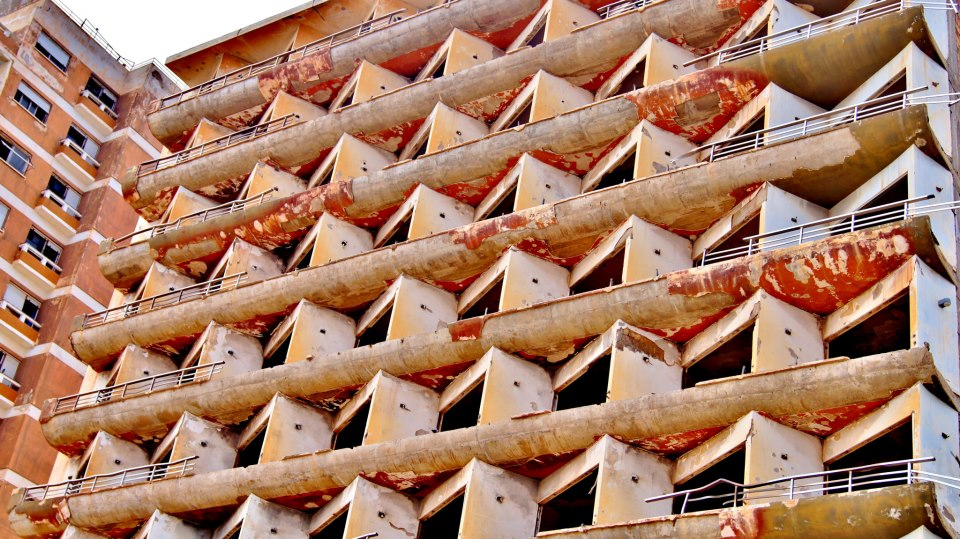
Eines der vielen heruntergekommenen Hotels, die 1974 aufgegeben wurden.
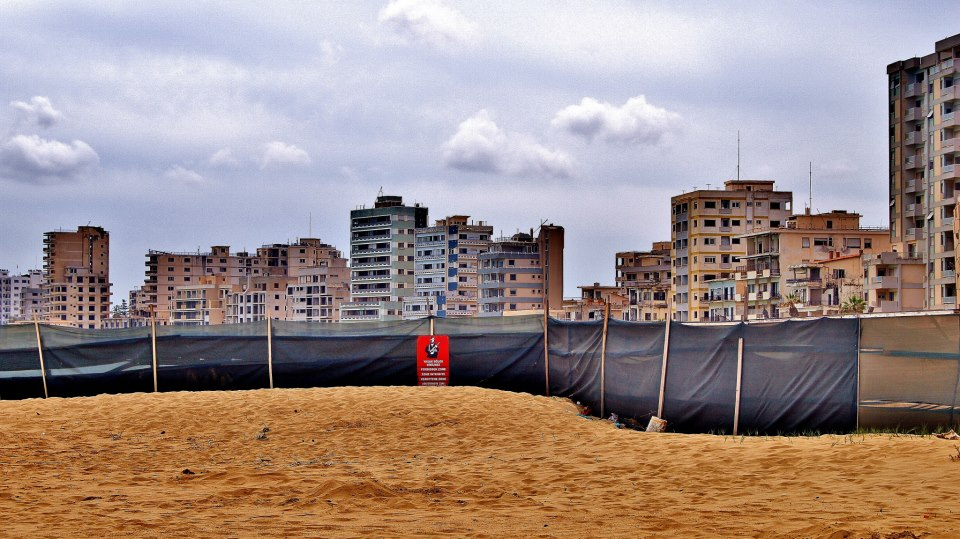
Im Vordergrund der Zaun, der Varosha vom zugänglichen Bereich der Bucht von Famagusta trennt.
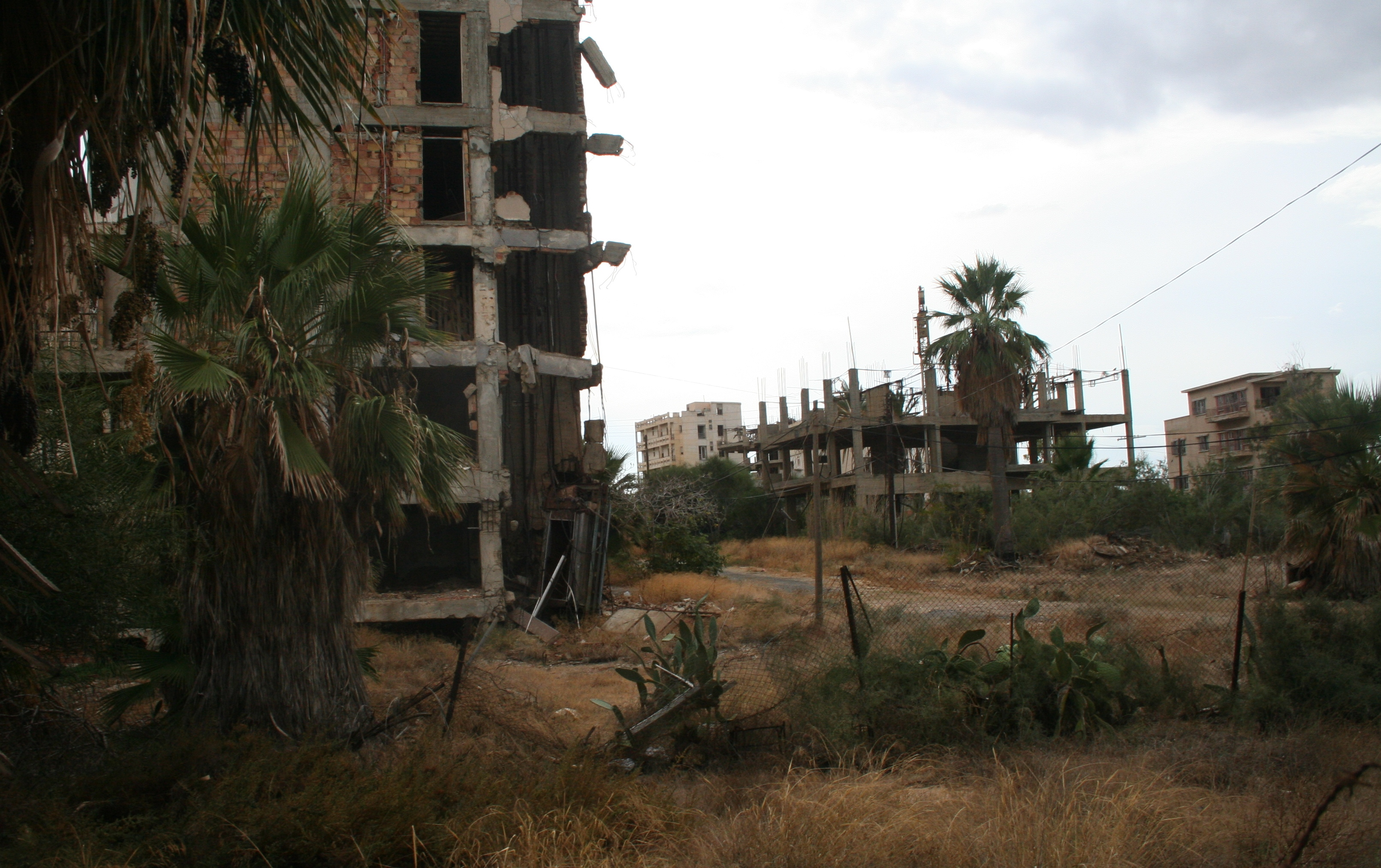
Varosha im Jahr 2009
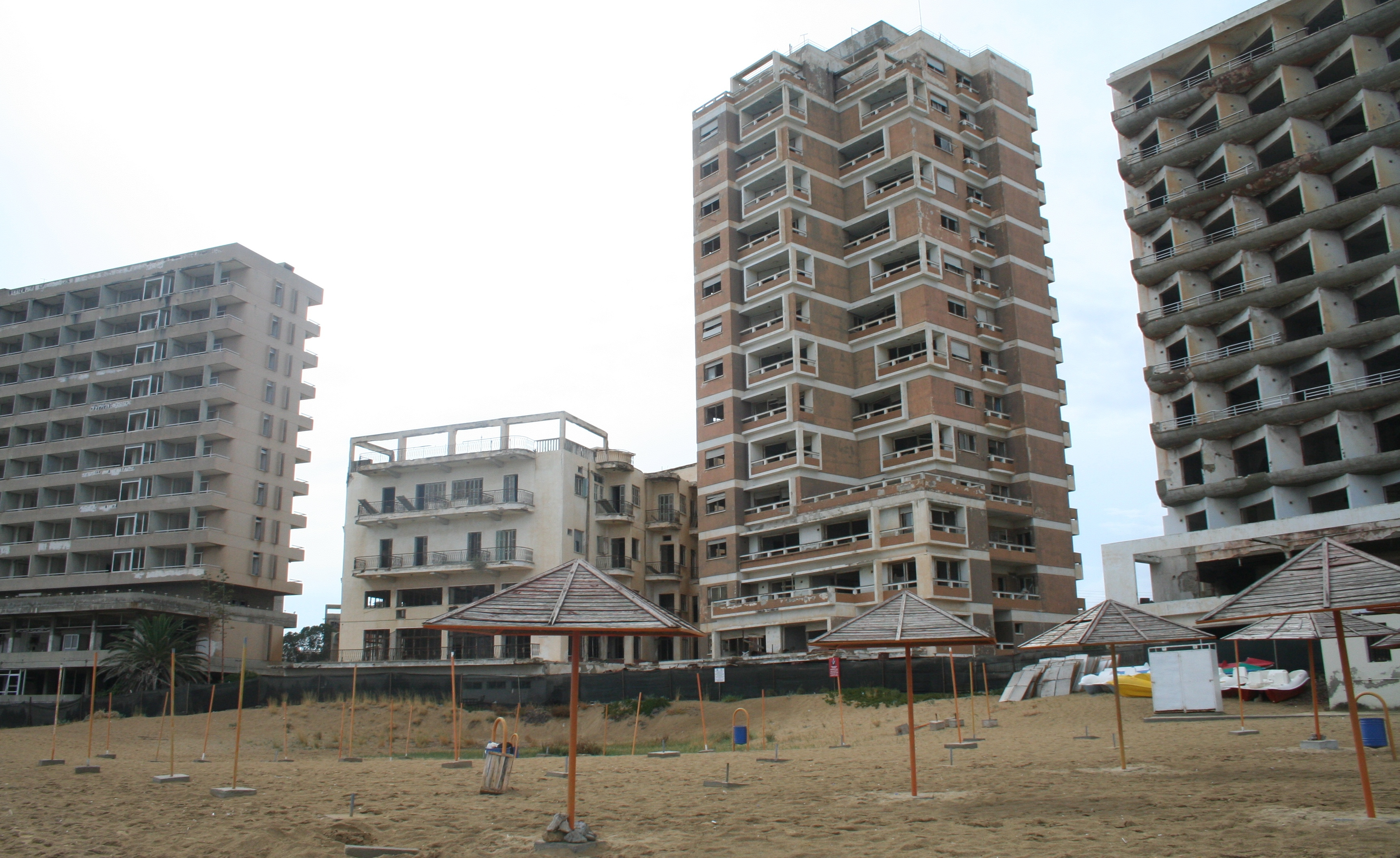
Verlassene Hotels in Varosha
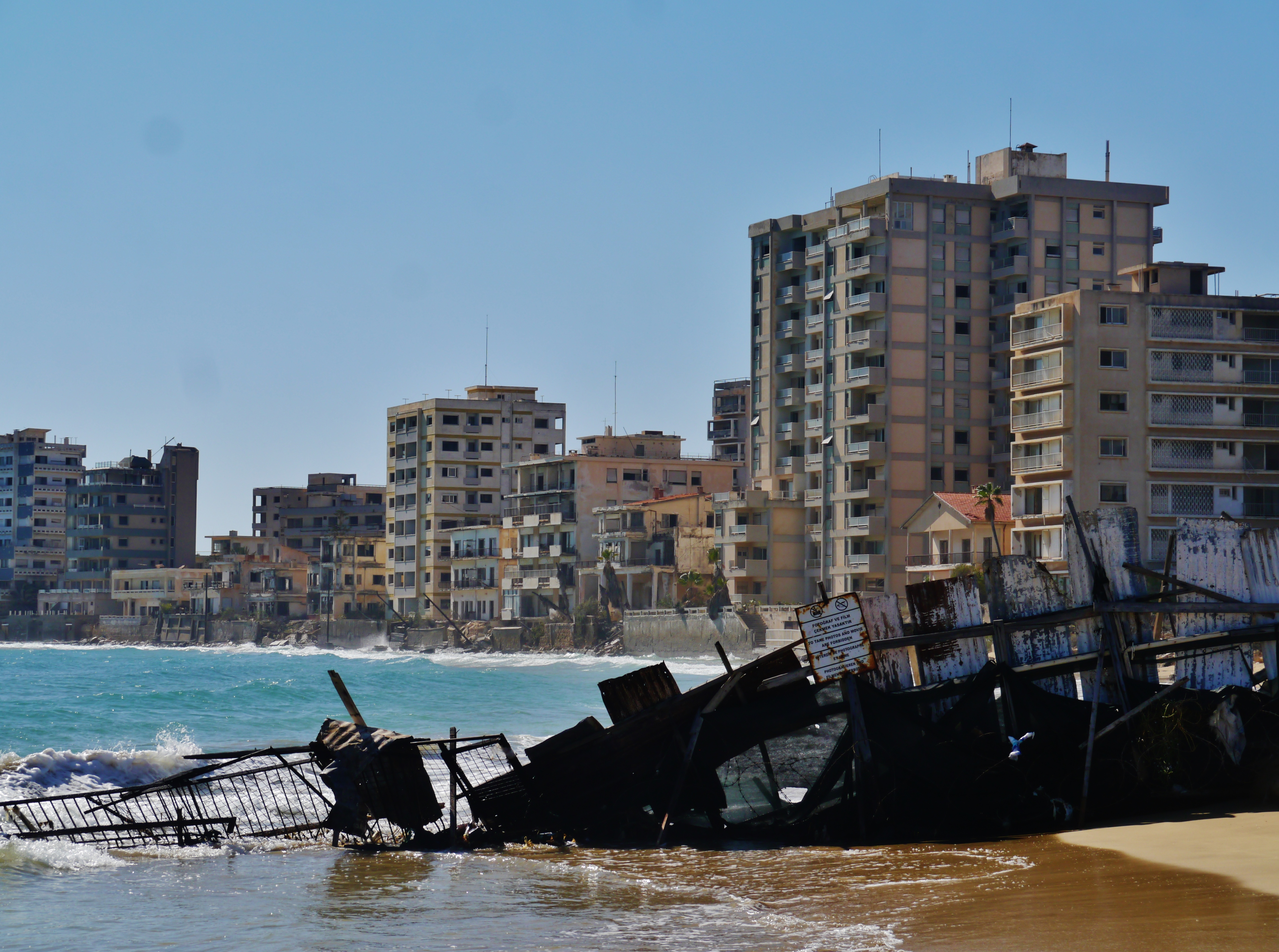
Varosha
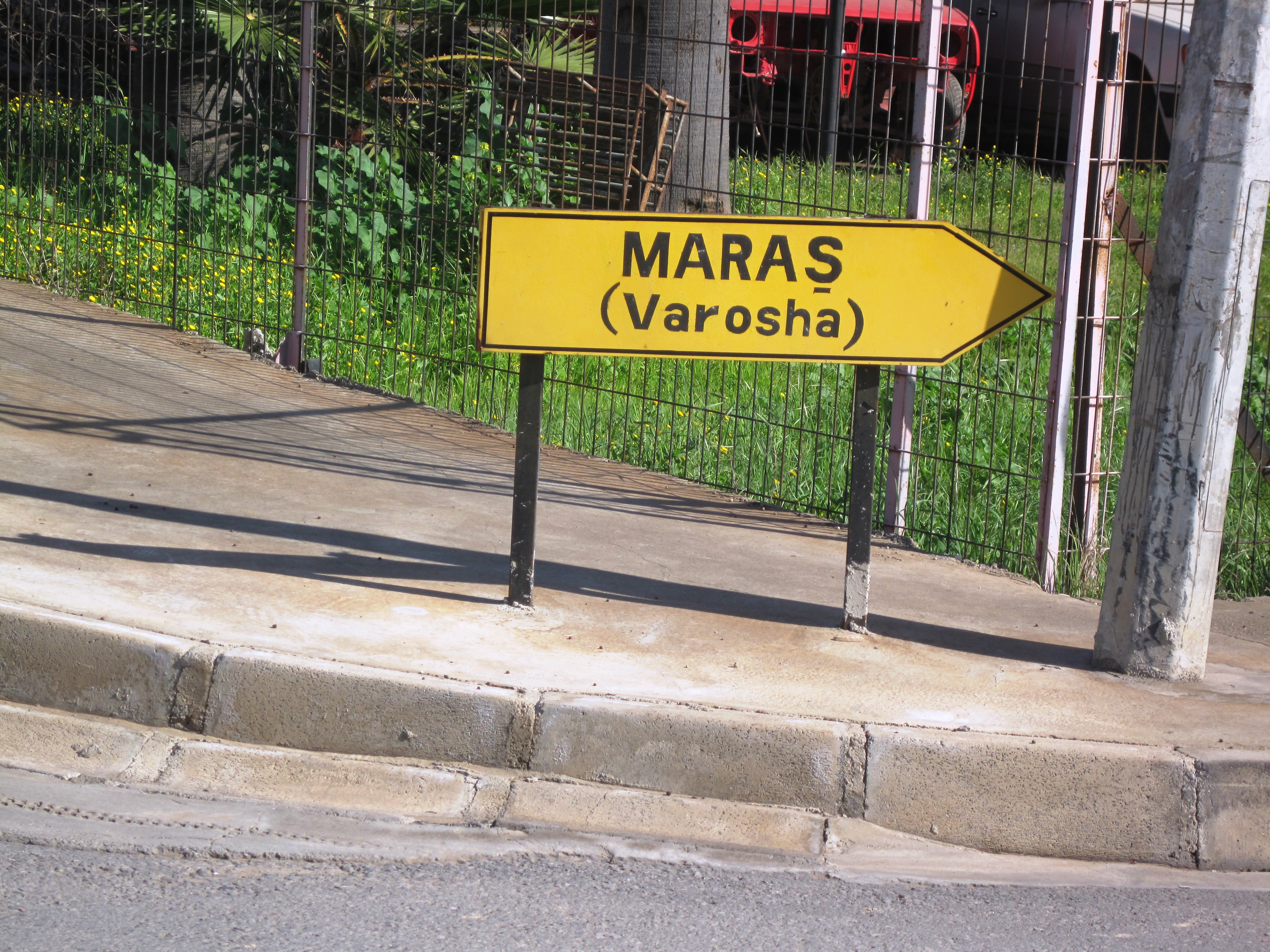
Melden Sie sich bei Varosha
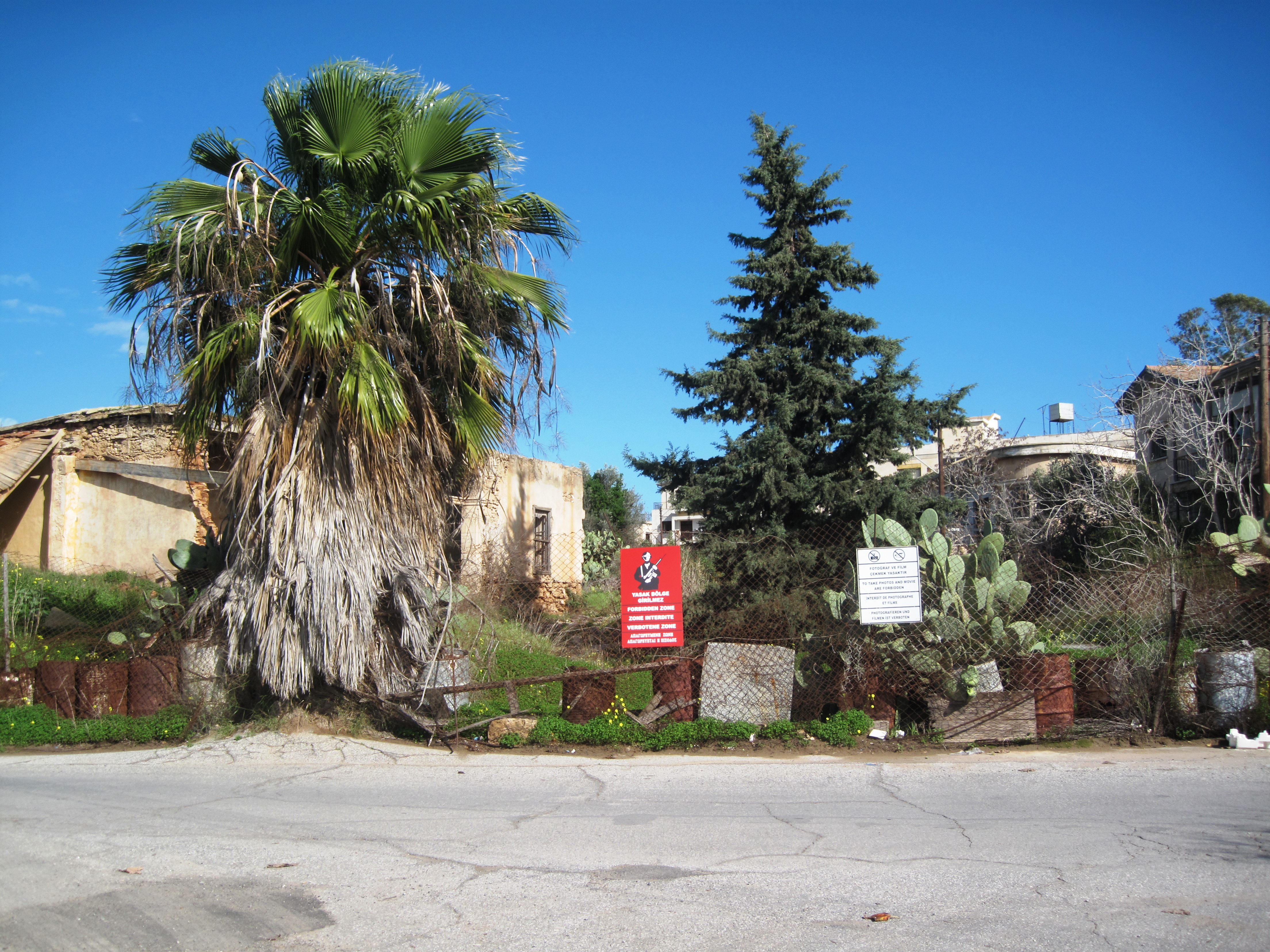
Varosha verbotenes Militärgebiet
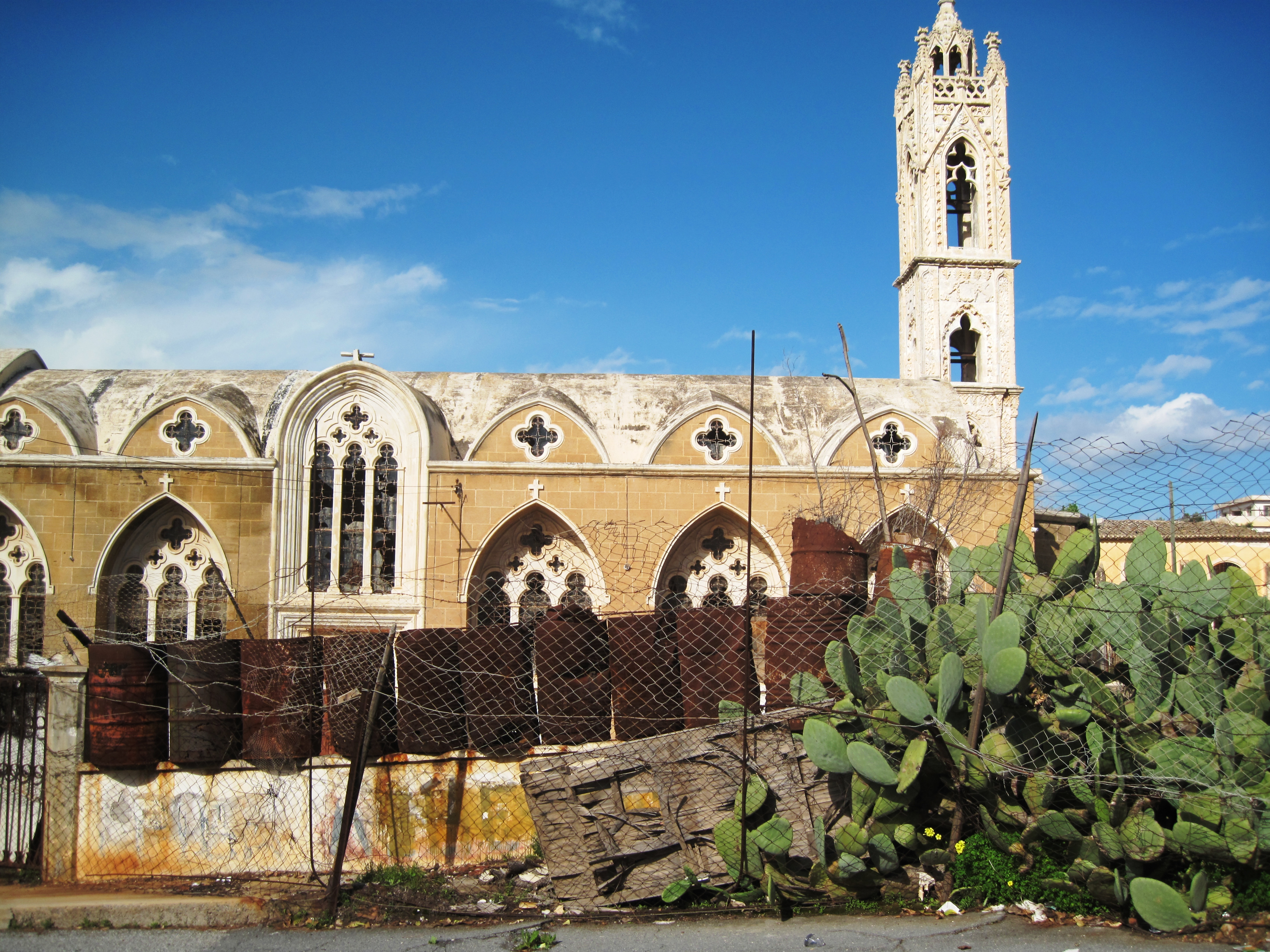
Alte Kirche in Varosha
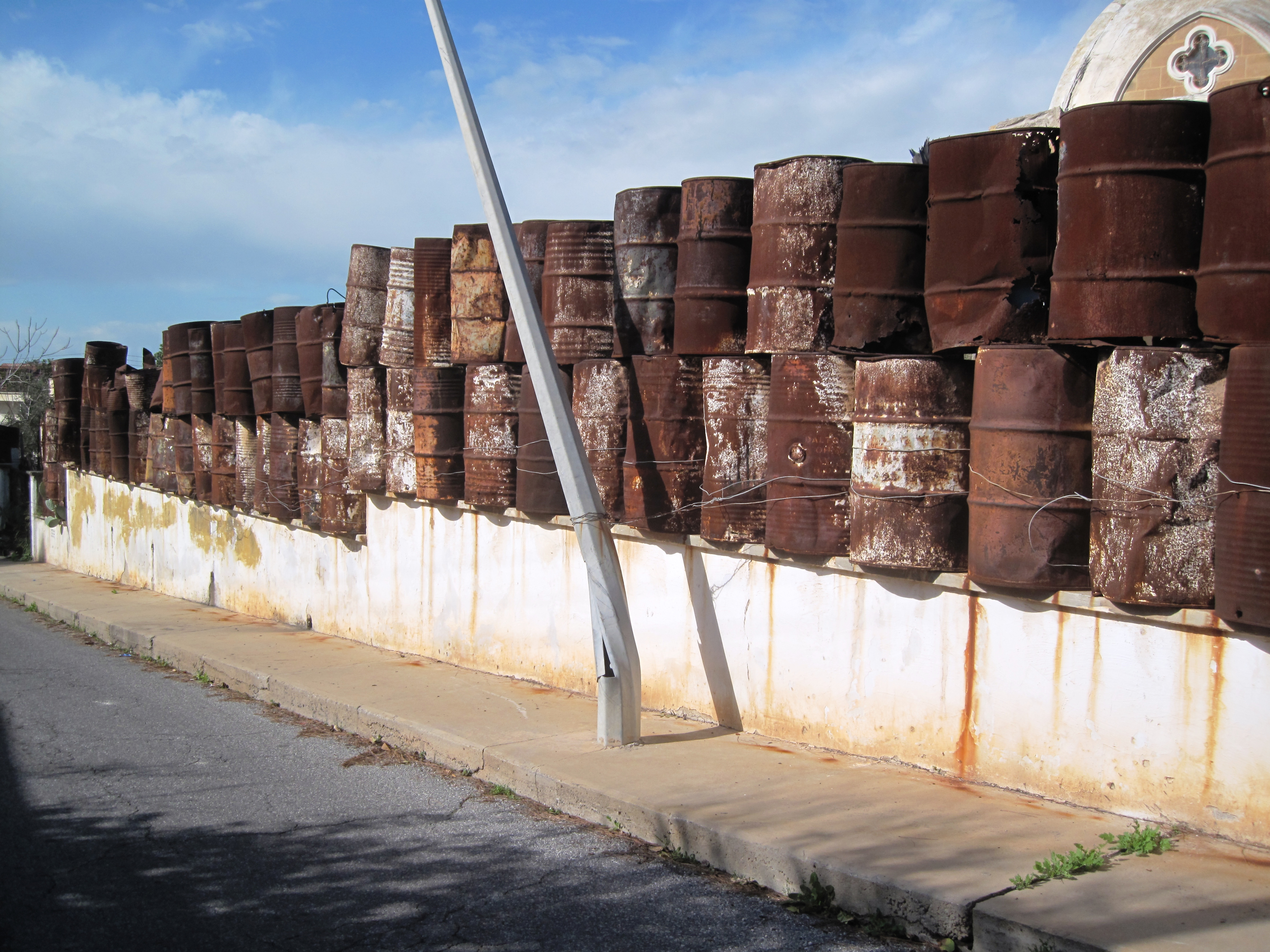
Trennung des Bezirks
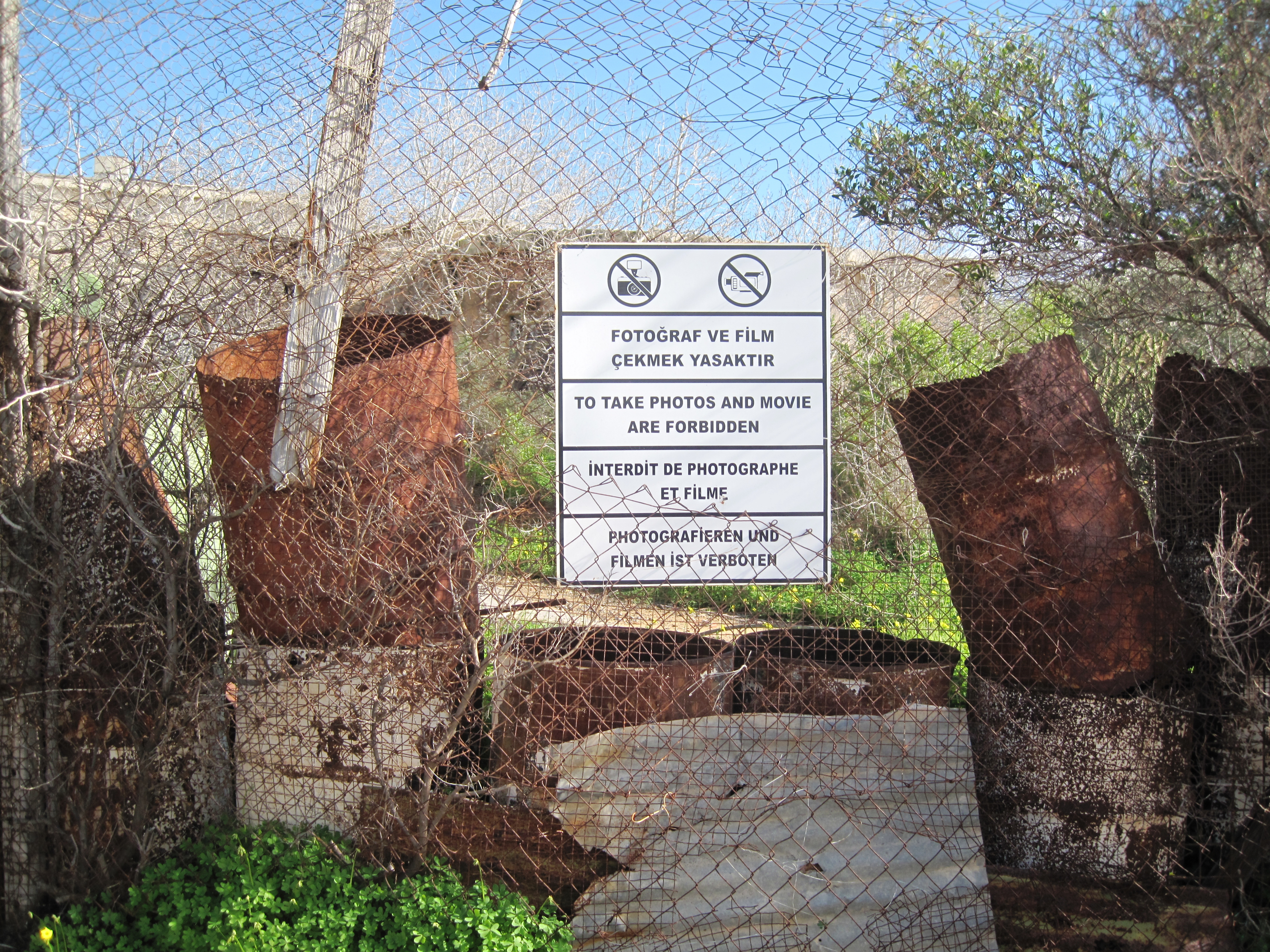
Fotografieren verboten
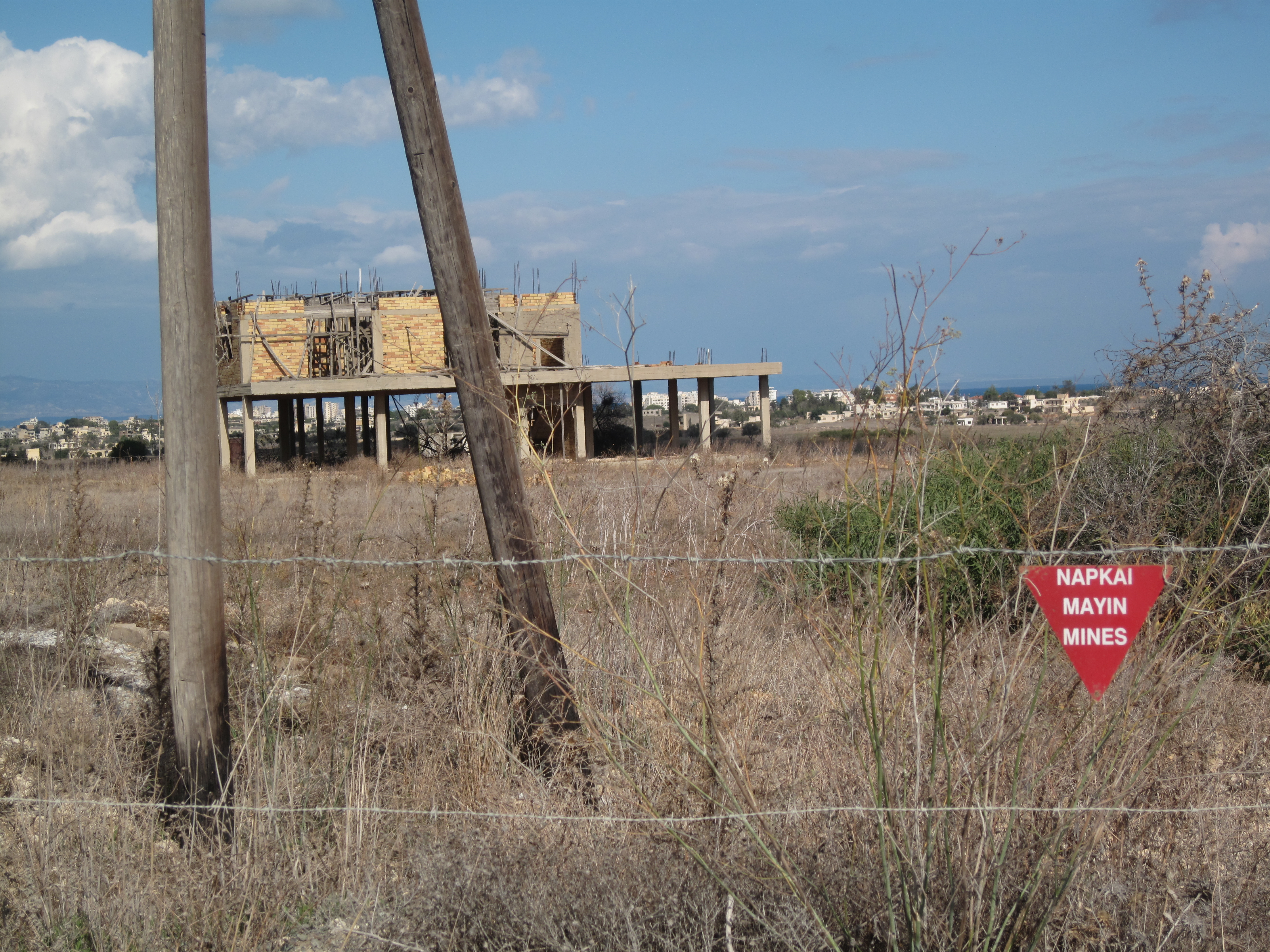
Varosha kann wegen Landminen nicht betreten werden
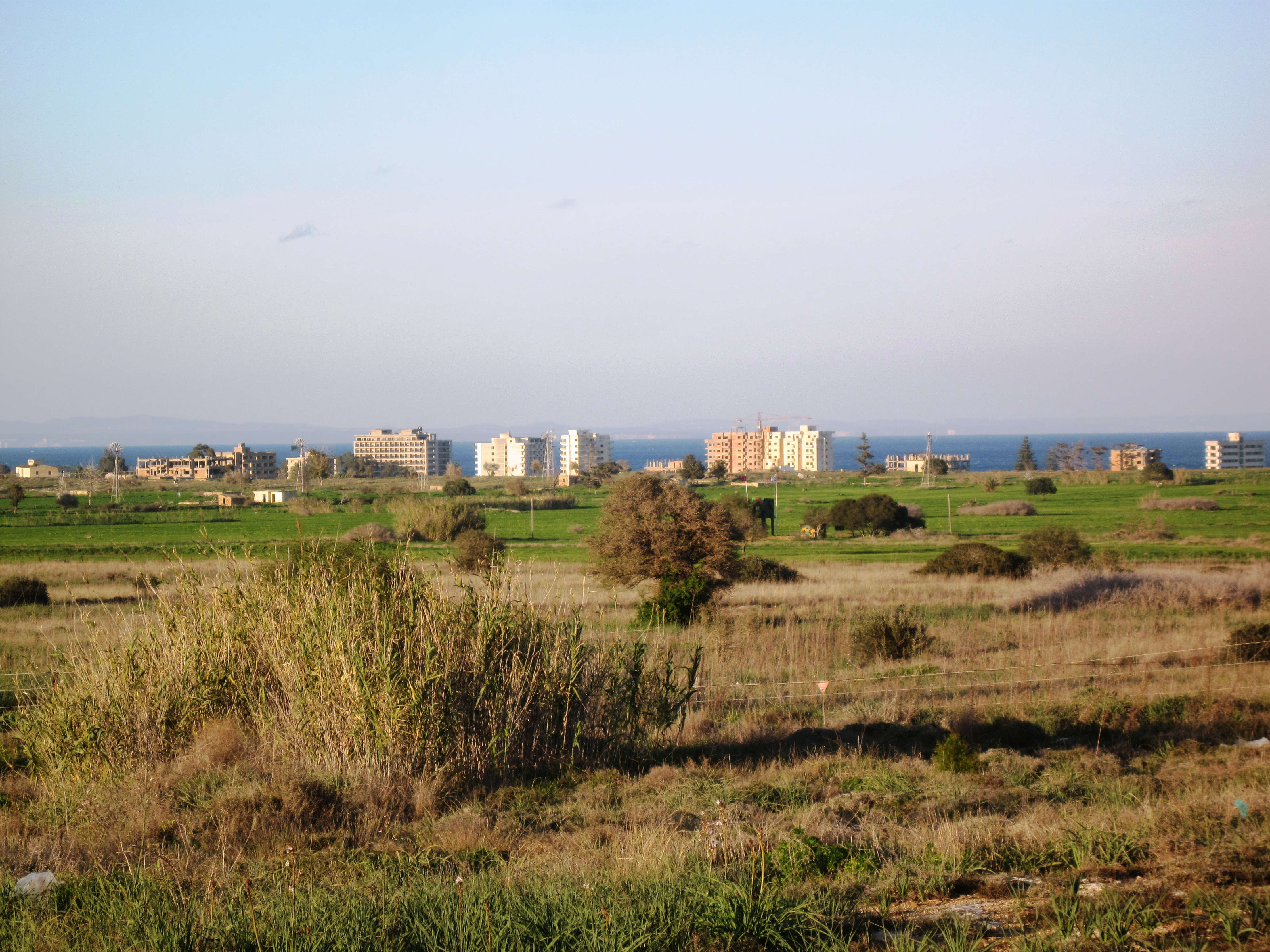
Die leeren Hotels von Varosha
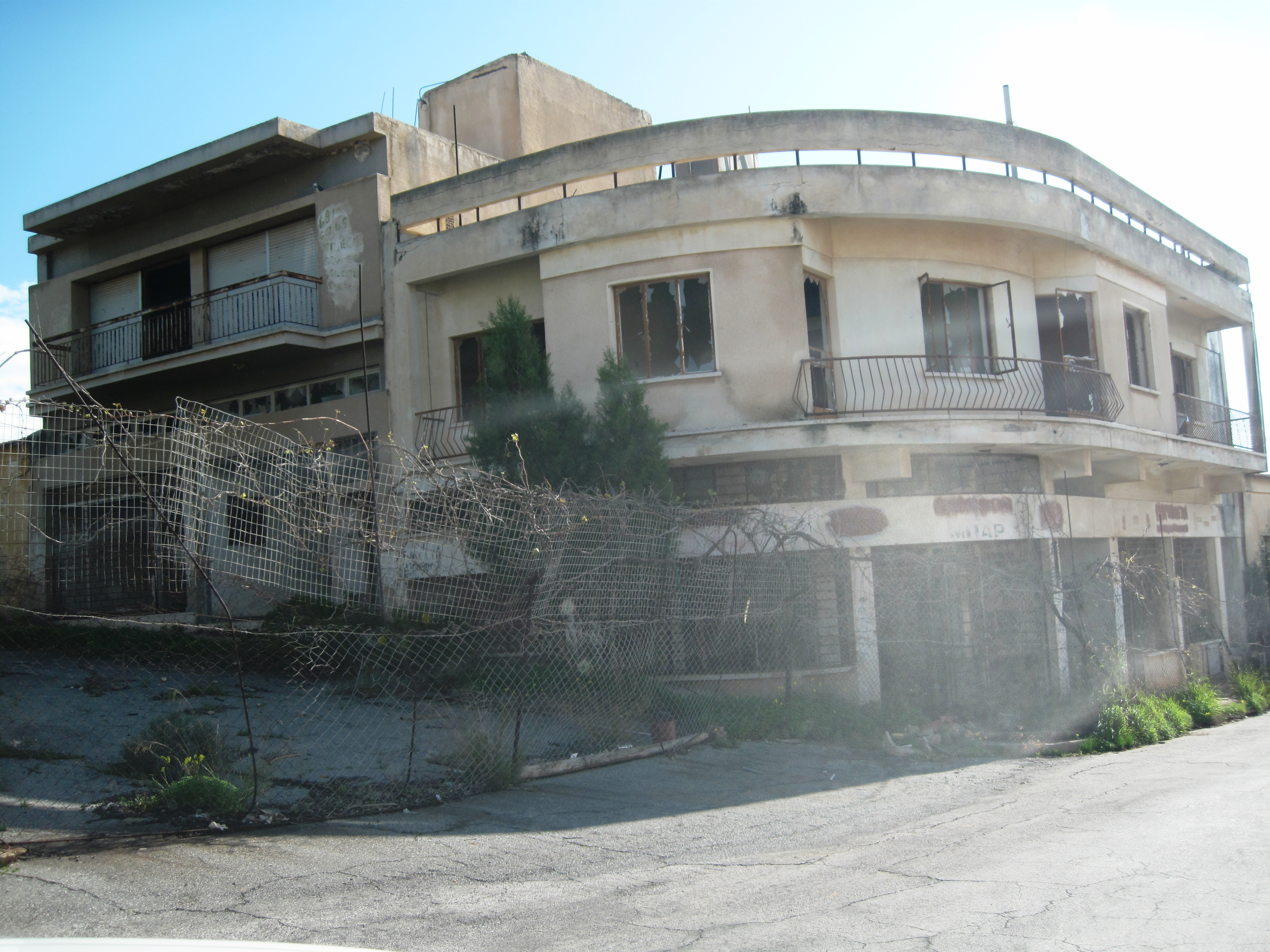
Leere Geschäfte in Varosha
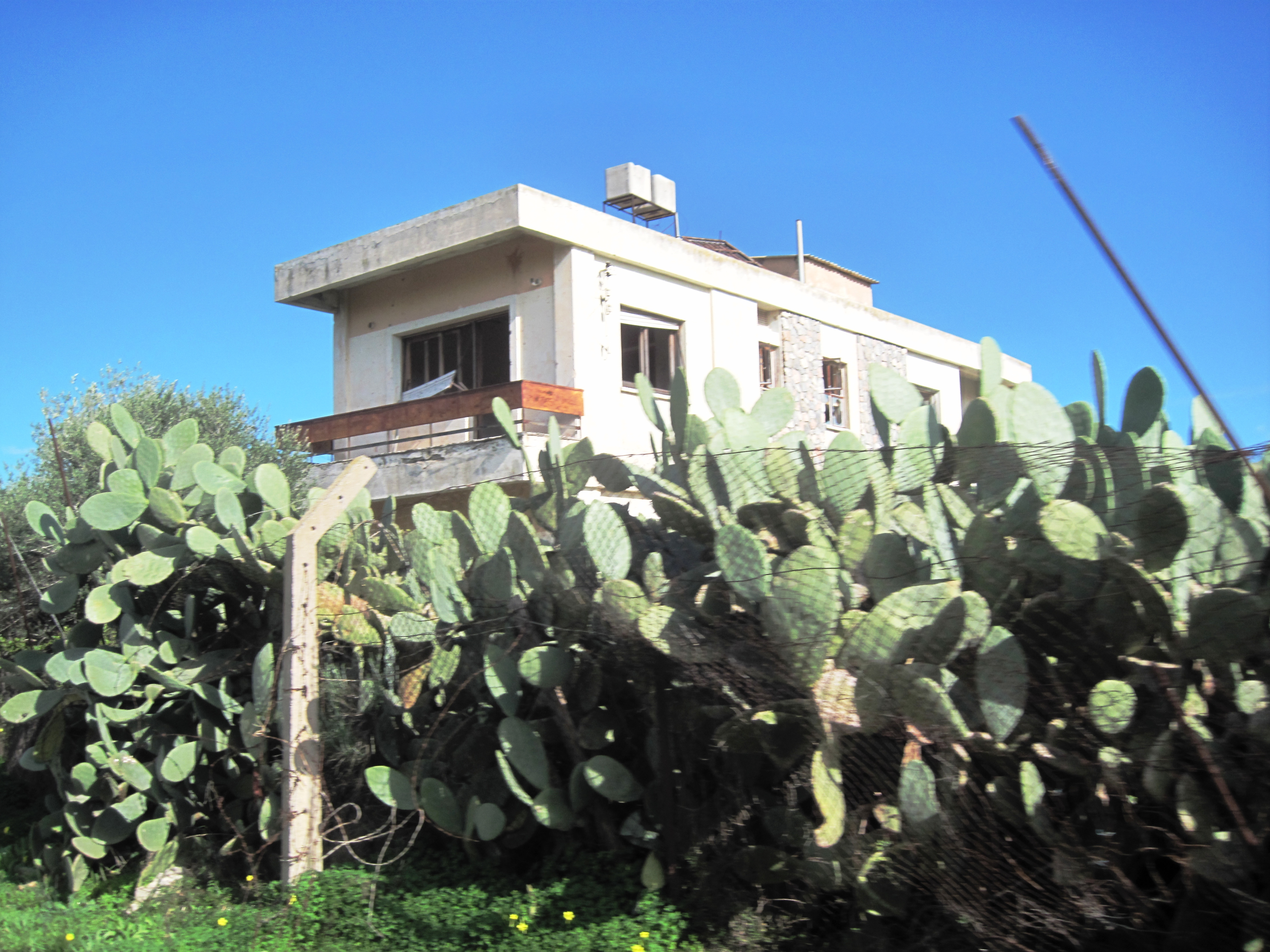
Leere Häuser in Varosha
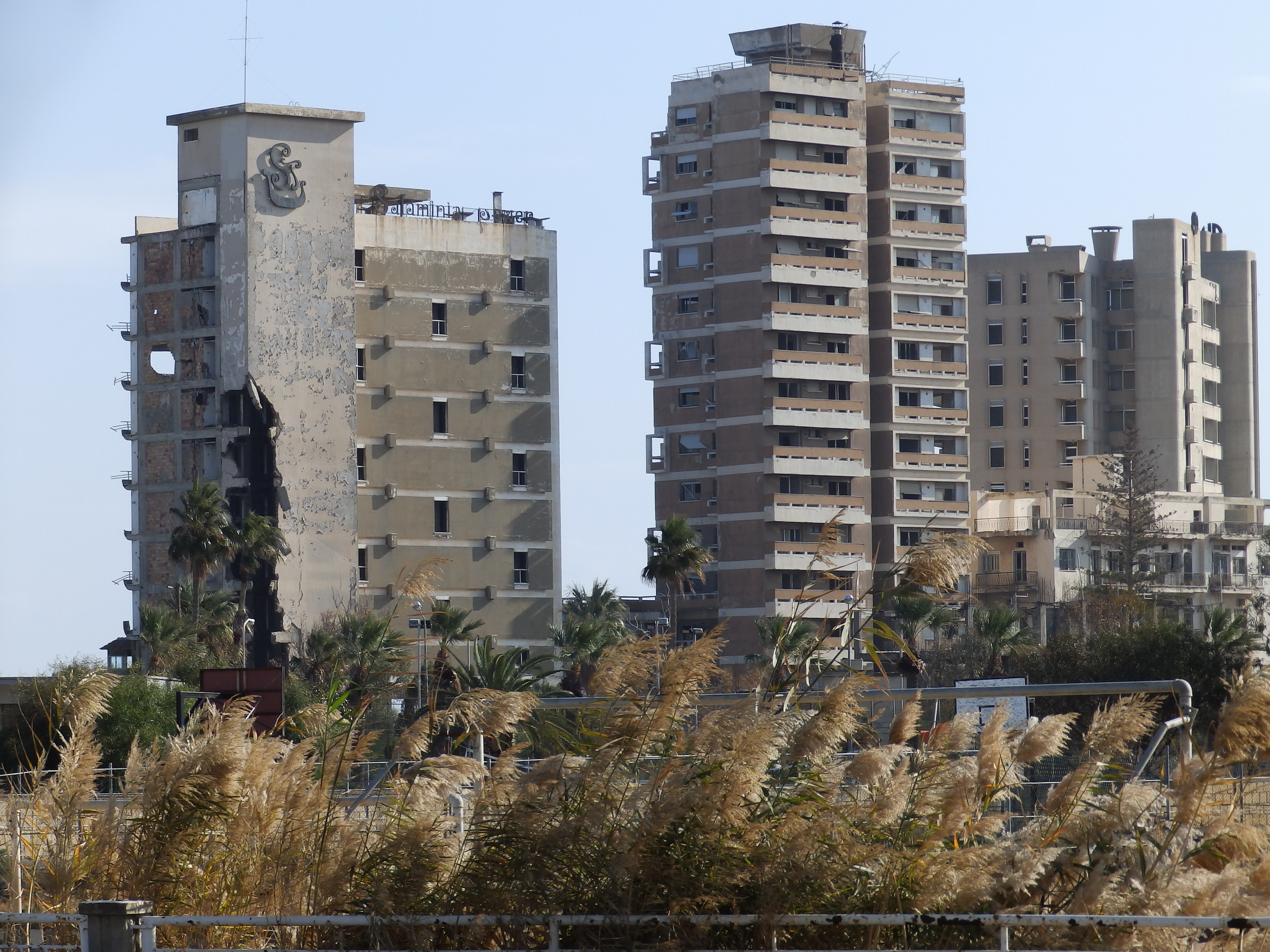
Verlassene Hotels (2013)
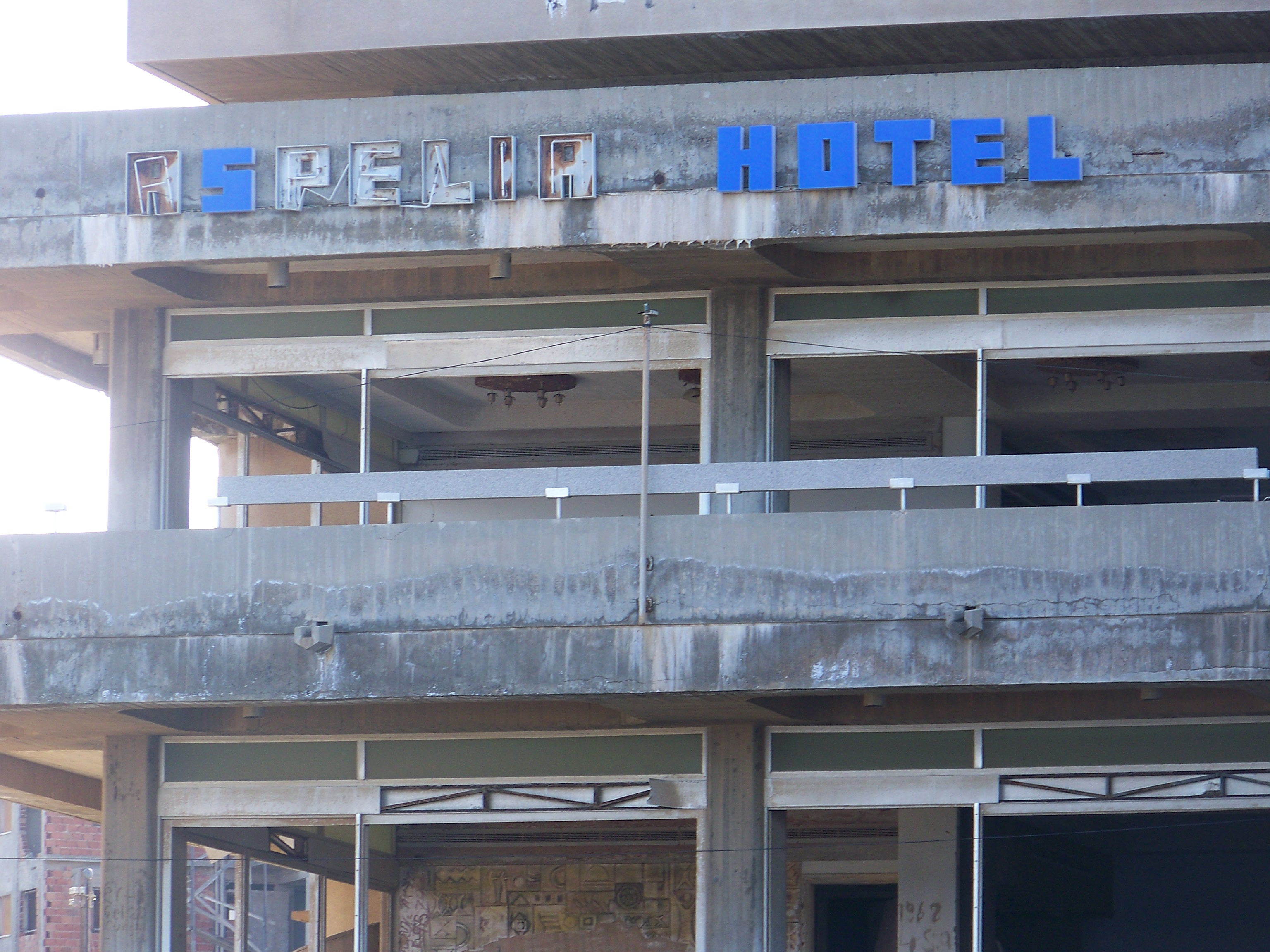
Verlassene Hotels